# أوزفالدو أندرادي
أوزفالدو أندرادي (بالإسبانية: Osvaldo Andrade)‏ هو محامي وسياسي تشيلي، ولد في 2 يونيو 1953 في سانتياغو في تشيلي. حزبياً، نشط في الحزب الاشتراكي في تشيلي. وقد انتخب عضو مجلس النواب من شيلي.